# Consistórios de Paulo V
Papa Paulo V (r. 1605-1621) criou 60 cardeais em 10 consistórios. que presidiu ao longo dos seus 16 anos de pontificado.

## 18 de julho de 1605
1. Scipione Caffarelli-Borghese

## 11 de setembro de 1606
1. Ludovico de Torres
2. Orazio Spinola
3. Maffeo Barberini (Futuro Papa Urbano VIII)
4. Giovanni Garzia Millini
5. Bartolomeo Ferratini
6. Bonifazio Caetani
7. Marcello Lante della Rovere
8. Orazio Maffei

## 10 de dezembro de 1607
1. Ferenc Forgách
2. François de La Rochefoucauld
3. Jerónimo Xavierre, O.P.
4. Maurício de Sabóia
5. Fernando I Gonzaga

## 24 de novembro de 1608
1. Michelangelo Tonti
2. Fabrizio Veralli
3. Giovanni Battista Leni
4. Lanfranco Margotti
5. Luigi Capponi

## 17 de agosto de 1611
1. Decio Carafa
2. Domenico Rivarola
3. Metello Bichi
4. Jean de Bonsi
5. Filippo Filonardi
6. Pier Paolo Crescenzi
7. Giacomo Serra
8. Orazio Lancellotti
9. Agostinho Galamini, O.P.
10. Gaspar de Borja y Velasco
11. Felice Centini, O.F.M.Conv.

## 2 de dezembro de 1615
1. Francesco Vendramino
2. Luís de Guise
3. Roberto Ubaldini
4. Tiberio Muti
5. Gabriel Trejo Paniagua
6. Baltasar Moscoso y Sandoval
7. Carlos de Médici
8. Vicente II Gonzaga
9. Giulio Savelli
10. Alessandro Orsini

### in pectore
1. Melchior Klesl, (publicado em 9 de abril de 1616)

## 9 de abril de 1616

### RevelaçãoIn pecture
1. Melchior Klesl (in pectore 2 de dezembro de 1615)

## 19 de setembro de 1616
1. Alessandro Ludovisi (Futuro Papa Gregório XV)
2. Ladislaus de Aquino
3. Ottavio Belmosto
4. Pietro Campori
5. Matteo Priuli
6. Scipione Cobelluzzi

## 26 de março de 1618
1. Henri de Gondi
2. Francisco Gómez de Sandoval y Rojas

## 29 de julho de 1619
1. Fernando da Áustria

## 11 de janeiro de 1621
1. Francesco Cennini de' Salamandri
2. Guido Bentivoglio
3. Pietro Valier
4. Eitel Frederico de Hohenzollern-Sigmaringen
5. Louis de Nogaret de La Valette
6. Giulio Roma
7. Cesare Gherardi
8. Desiderio Scaglia, O.P.
9. Stefano Pignatelli
10. Agustín Spínola